# 碘酸铕
碘酸铕是一种无机化合物，化学式为Eu(IO3)3。它可由硝酸铕或氧化铕在230 °C和碘酸在水中通过水热反应制得。它可以按下式进行热分解：
7 Eu(IO3)3 → Eu5(IO6)3 + Eu2O3 + 9 I2 + 21 O2
它和五氧化二碘、三氧化钼在200 °C进行水热反应，可以得到Eu(MoO2)(IO3)4(OH)。